# Ambulyx semifervens
Ambulyx semifervens är en fjärilsart som beskrevs av Walker 1864. Ambulyx semifervens ingår i släktet Ambulyx och familjen svärmare. Inga underarter finns listade i Catalogue of Life.